# Bona di Borbone
Bona di Borbone (1341 – Mâcon, 19 gennaio 1402) fu contessa consorte di Savoia, Aosta e Moriana, dal 1355 al 1383.

## Origine
Bona, sia secondo la Histoire du Bourbonnais et des Bourbons qui l'ont possédé, Volume 1, che secondo la Histoire généalogique et chronologique de la maison royale de France era figlia del secondo Duca di Borbone e Conte di Clermont, Pietro I e di sua moglie, la principessa francese Isabella di Valois, che, secondo la Chronique parisienne anonyme du XIVe siècle era figlia del conte di Valois, Conte di Angiò e del Maine, conte d'Alençon e conte di Chartres, che fu anche Imperatore consorte titolare dell'Impero Romano d'Oriente e re titolare d'Aragona, Carlo di Valois e della sua terza moglie, Matilde di Châtillon ed era sorella (Bona era la nipote) del futuro re di Francia Filippo di Valois, e di Bianca di Valois (1317 - 1348), moglie di Carlo, conte di Lussemburgo, re di Boemia, Re dei Romani e futuro Imperatore del Sacro Romano Impero.

Pietro I di Borbone, ancora sia secondo la Chronique parisienne anonyme du XIVe siècle, che la Histoire du Bourbonnais et des Bourbons qui l'ont possédé, Volume 1, e la Histoire généalogique et chronologique de la maison royale de France era il figlio primogenito del Signore e poi primo duca di Borbone, conte di Clermont e conte di La Marche, Luigi I e della moglie, Maria di Avesnes, nota anche come Maria di Hainaut.
Bona era la sorella di Giovanna, moglie di Carlo V di Francia e di Bianca, moglie del re di Castiglia e León, Pietro I.

## Biografia
Bona venne promessa in sposa a Goffredo di Brabante (†1352), figlio del duca di Brabante e duca di Limburgo, Giovanni III. Sembra che il contratto di matrimonio sia stato firmato il 18 maggio 1347 ma il promesso sposo morì nel 1350.

### Matrimonio
Si fidanzò con Amadeo VI, conte di Savoia a cui diede due figli come parte del Trattato di Parigi (1355), che includeva una dote di tremila fiorini all'anno. Il matrimonio si svolge per procura nel 1355 all'Hôtel Saint-Pol, residenza reale, a Parigi. L'ambasciatore della contea di Savoia, Guillaume de la Baume, ricoprì il ruolo di sposo nel nome del suo sovrano. Bona partì per la contea di Savoia, compiendo un viaggio a cavallo di dodici giorni. Amedeo VI, lasciò il suo esercito per attenderla nella città di Pont-de-Veyle. Egli portò la sua giovane moglie al castello di Bourget e diede inizio a grandi festeggiamenti. Immediatamente dopo il loro matrimonio, suo marito dovette tornare dal suo esercito, ancora impegnato nella Guerra dei Cent'anni.
Amedeo VI, nel 1347, come viene confermato dagli Archivi di Stato, aveva redatto un contratto di matrimonio con Giovanna di Borgogna, figlia del defunto, Filippo di Borgogna, conte di Alvernia e di Boulogne; il contratto è riportato nelle Preuves de l'Histoire généalogique de la royale maison de Savoie. Il matrimonio però fu contrastato dal re di Francia, sino al punto che il patrigno di Giovanna, il re di Francia, Giovanni il Buono, nel 1354, aveva annullato il fidanzamento.
Dopo il Trattato di Parigi vi fu una lettera da parte di Giovanni il Buono, che confermava la rottura del fidanzamento di Amedeo e Giovanna.
Nel frattempo, Amedeo VI si era premurato di chiedere in matrimonio la figlia del secondo duca di Borbone, Pietro I di Borbone, come da documento riprodotto nelle Preuves de l'Histoire généalogique de la royale maison de Savoie.
Bona ad Amedeo VI diede tre figli:
- una figlia (1358 morta dopo poche settimane)[30];
- Amedeo VII di Savoia (24 febbraio 1360-1 novembre 1391)[30], suo successore negli stati sabaudi, citato nel testamento del padre[31];
- Ludovico (1362-1365)[32].

### Prima reggenza
Nel 1366, quando suo marito partì per una crociata in Bulgaria detta crociata sabauda, la nominò reggente per la durata della sua assenza, su suggerimento del suo consiglio. Nel 1367, Giacomo, cugino di Amadeo, morì. Ci fu una disputa sulla sua eredità tra il figlio maggiore, Filippo e la sua vedova, Margherita di Beaujeu, che rappresentava gli interessi dei suoi giovani figli, Amadeo e Ludovico. Bona, in qualità di reggente, riuscì solo a impedirgli di entrare in guerra. Non fu in grado di risolvere la disputa e Filippo dovette andare da Amadeo VI a Venezia per cercare di ottenere una soluzione.
Amedeo VI tutelò i figli di Margherita contro Filippo che non aveva accettato la sua esclusione dalla successione e che, nell'agosto del 1368, fu assediato a Fossano, dove venne catturato e poi messo a morte verso la fine di quell'anno.
Le piacevano molto i laghi alpini della Savoia e cercò di assicurarsi che i castelli in cui alloggiavano avessero la vista su di essi. Nel 1371, supervisionò la costruzione del castello di Ripaille. Il nuovo castello aveva grandi finestre con vista sul lago di Ginevra. Era una grande mecenate della musica ed era conosciuta per la sua abilità con l'arpa.
Nel luglio 1382, i fondi stavano per esaurirsi per le guerre in corso di suo marito in Italia, quindi vendette alcuni dei suoi gioielli per oltre 400 fiorini per aiutarlo a riqualificare.

### Seconda reggenza
Nel 1383, quando suo marito morì, lasciò un testamento in cui dichiarava suo erede il figlio, Amedeo (Amedeus de Sabaudia eius filius), sotto tutela della moglie, Bona di Borbone (illustrem consortem suam carissimam dominam Bonam de Borbonio), concedendo a Bona il potere sul governo della Savoia nonostante il loro figlio, Amadeo VII, avesse poco più di vent'anni. Con il sostegno del Consiglio, guidato da Louis de Cossonay e composto da diversi suoi alleati, come Otton de Grandson, Bona governò la Savoia in nome di suo figlio. Secondo Max Bruchet, una delle paure del Concilio in quei giorni era la crescente influenza dei principi francesi sulla Savoia: il duca di Berry era il suocero di Amadeo VII e suo nipote, Amedeo VIII, un giorno avrebbe governato sulla Savoia. Anche il giovane Amadeo fu promesso sposo a Maria, figlia di Filippo II, duca di Borgogna. Entrambi i principi erano i fratelli più giovani di Carlo V di Francia, e ora agivano come reggenti per il nipote, Carlo VI.

### Terza reggenza
Quando Amadeo VII morì di tetano nel 1391, come da volontà testamentaria del figlio, Amedeo VII (Dominus Amedeus comes Sabaudiæ), Bona divenne reggente (Dominæ Bonæ de Borbonio comitissæ Sabaudiæ eius carissima genetricis), con Louis III de Cossonay, (?-1394) signore di Cossonay (cum consilio viri nobilis et potentis domini Ludovici domini de Cossonay).
Dopo la morte di Amedeo VII la corte dei feudatari si era divisa in due partiti, uno che appoggiava, Bona di Borbone, con corte a Chambéry ed un altro che invece si era schierato in favore della madre del nuovo conte, Bona di Berry, con corte a Montmélian; la guerra civile fu evitata anche per l'intervento del re di Francia, Carlo VI, e si concluse con la conferma della reggenza a Bona di Borbone; anche il Signore di Piemonte, il cugino Ludovico, fu a favore della reggenza di Bona, con l'assistenza di dodici consiglieri, sei per ogni fazione, secondo il trattato siglato l'8 maggio 1393, dopo che 4 giorni prima, Bona di Borbone aveva ceduto la signoria di Faucigny a Bona di Berry.
Il Conte Rosso era morto per una ferita ad una gamba in seguito ad una caduta dal cavallo; la ferita era grave, ma non appariva mortale; purtroppo morì tre giorni dopo a soli trentadue anni.
Pur senza prove fondate, corse subito voce che fosse stato avvelenato dal medico, Jean de Granville, e dal farmacista, Pierre de Lupinis, che fu messo a morte nel 1392, mentre Grandville, messo sotto tortura, lasciò trapelare che Bona di Borbone non era del tutto ignara del crimine (Lupinis, nel 1395, venne riabilitato, mentre Grandson venne dichiarato innocente l'anno dopo). I duchi di Berry e Borgogna accusarono anche diversi membri del Consiglio del conte di essere complici dell'omicidio e Bona venne sollevata dalla reggenza e dalla tutela di suo nipote, il nuovo conte Amedeo VIII e la sua influenza a corte cessò, il 15 maggio 1395.

### Morte
Morì il 19 gennaio 1402 nel castello di Mâcon, dove si era ritirata a vivere dal 1395, città il cui reddito le era stata donato in dote nel 1363 e ratificato nel 1364, dal re di Francia, Giovanni il Buono, come da documento degli Archivi di Stato.

## Ascendenza
|                     |                        |                              | Genitori                     |  |  | Nonni |  |  | Bisnonni            |  |  | Trisnonni           |  |
|                     |                        |                              |                              |  |  |       |  |  | Roberto di Clermont |  |  | Luigi IX di Francia |  |
|                     |                        |                              |                              |  |  |       |  |  | Roberto di Clermont |  |  | Luigi IX di Francia |  |
|                     |                        | Margherita di Provenza       |                              |  |  |       |  |  | Roberto di Clermont |  |  |                     |  |
| Luigi I di Borbone  |                        |                              |                              |  |  |       |  |  | Roberto di Clermont |  |  |                     |  |
|                     |                        | Beatrice di Borgogna-Borbone | Giovanni di Borgogna-Borbone |  |  |       |  |  |                     |  |  |                     |  |
|                     |                        | Beatrice di Borgogna-Borbone | Giovanni di Borgogna-Borbone |  |  |       |  |  |                     |  |  |                     |  |
|                     |                        | Beatrice di Borgogna-Borbone | Agnese di Borbone-Dampierre  |  |  |       |  |  |                     |  |  |                     |  |
| Pietro I di Borbone |                        | Beatrice di Borgogna-Borbone |                              |  |  |       |  |  |                     |  |  |                     |  |
|                     |                        | Giovanni I di Hainaut        | Giovanni I d'Avesnes         |  |  |       |  |  |                     |  |  |                     |  |
|                     |                        | Giovanni I di Hainaut        | Giovanni I d'Avesnes         |  |  |       |  |  |                     |  |  |                     |  |
|                     |                        | Giovanni I di Hainaut        | Adelaide d'Olanda            |  |  |       |  |  |                     |  |  |                     |  |
| Maria di Avesnes    |                        | Giovanni I di Hainaut        |                              |  |  |       |  |  |                     |  |  |                     |  |
|                     |                        | Filippa di Lussemburgo       | Enrico V di Lussemburgo      |  |  |       |  |  |                     |  |  |                     |  |
|                     |                        | Filippa di Lussemburgo       | Enrico V di Lussemburgo      |  |  |       |  |  |                     |  |  |                     |  |
|                     |                        | Filippa di Lussemburgo       | Margherita di Bar            |  |  |       |  |  |                     |  |  |                     |  |
| Bona di Borbone     |                        | Filippa di Lussemburgo       |                              |  |  |       |  |  |                     |  |  |                     |  |
|                     | Filippo III di Francia | Luigi IX di Francia          |                              |  |  |       |  |  |                     |  |  |                     |  |
|                     | Filippo III di Francia | Luigi IX di Francia          |                              |  |  |       |  |  |                     |  |  |                     |  |
|                     | Filippo III di Francia | Margherita di Provenza       |                              |  |  |       |  |  |                     |  |  |                     |  |
| Carlo di Valois     | Filippo III di Francia |                              |                              |  |  |       |  |  |                     |  |  |                     |  |
|                     |                        | Isabella d'Aragona           | Giacomo I d'Aragona          |  |  |       |  |  |                     |  |  |                     |  |
|                     |                        | Isabella d'Aragona           | Giacomo I d'Aragona          |  |  |       |  |  |                     |  |  |                     |  |
|                     |                        | Isabella d'Aragona           | Iolanda d'Ungheria           |  |  |       |  |  |                     |  |  |                     |  |
| Isabella di Valois  |                        | Isabella d'Aragona           |                              |  |  |       |  |  |                     |  |  |                     |  |
|                     |                        | Guido IV di Châtillon        | Guido III di Châtillon       |  |  |       |  |  |                     |  |  |                     |  |
|                     |                        | Guido IV di Châtillon        | Guido III di Châtillon       |  |  |       |  |  |                     |  |  |                     |  |
|                     |                        | Guido IV di Châtillon        | Matilda di Brabante          |  |  |       |  |  |                     |  |  |                     |  |
| Mahaut di Châtillon |                        | Guido IV di Châtillon        |                              |  |  |       |  |  |                     |  |  |                     |  |
|                     |                        | Maria di Bretagna            | Giovanni II di Bretagna      |  |  |       |  |  |                     |  |  |                     |  |
|                     |                        | Maria di Bretagna            | Giovanni II di Bretagna      |  |  |       |  |  |                     |  |  |                     |  |
|                     |                        | Maria di Bretagna            | Beatrice d'Inghilterra       |  |  |       |  |  |                     |  |  |                     |  |
|                     |                        | Maria di Bretagna            |                              |  |  |       |  |  |                     |  |  |                     |  |

### Fonti primarie
- (FR)  Chronique parisienne anonyme du XIVe siècle.
- (ES)  Cronicas de los reyes Castilla: Cronica del rey don Pedro.
- (LA)  (FR)  Preuves de l'Histoire généalogique de la royale maison de Savoie, justifiée par titres, ..par Guichenon, Samuel
- (LA)  Recueil des historiens des Gaules et de la France. Tome 20.
- (LA)  Francisci Chronikon Pragense, Liber II
- (FR)  Trophees tant sacres que profanes de la duché de Brabant ..., Volume 1
- (IT)  Matrimoni della Real Casa di Savoia

### Letteratura storiografica
- (FR)  Histoire généalogique et chronologique de la maison royale de France, Ducs de Bourbon.
- (FR)  #ES Histoire du Bourbonnais et des Bourbons qui l'ont possédé, Volume 1.
- Eugene L. Cox, The Green Count of Savoy, Princeton, New Jersey, Princeton University Press, 1967, LCCN 67-11030.
- Anne Echols e Marty Williams, An Annotated Index of Medieval Women, Markus Weiner Publishing Inc, 1992.
- (FR) Réjane Brondy, Bernard Demotz, Jean-Pierre Leguay, Histoire de Savoie - La Savoie de l'an mil à la Réforme, Ouest France Université, 1984, ISBN 2-85882-548-3, bnf:34771817 .
- (FR) Demotz Bernard, Pouvoir, château et État au Moyen Âge, in Le comté de Savoie du XIe au XVe siècle, Genève, Slatkine, 2000, ISBN 2-05-101676-3.
- (FR) Samuel Guichenon, Histoire généalogique de la Royale Maison de Savoie ou Histoire généalogique de la Royale Maison de Savoie justifiée par titres, fondations de monastères, manuscrits, anciens monuments, histoires, et autres preuves authentiques, chez Jean-Michel Briolo, 1660,  pp. 396-429.
- (FR) Bernard Sache, Le siècle de Ripaille, 1350-1450 : quand le Duc de Savoie rêvait d'être roi, La Fontaine de Siloé, 2007, ISBN 978-2-84206-358-0.
- (FR) Rosa Thea Creton, Bonne de Bourbon. Comtesse de Savoie, collana Archives vivantes romandes, Yens, Éditions Cabédita, 2003, ISBN 978-2-88295-377-3.